# Kingsport (Tennessee)
Kingsport es una ciudad ubicada en los condados de Sullivan y Hawkins, Tennessee, Estados Unidos. Tiene una población estimada, a mediados de 2021, de 55 582 habitantes.

## Geografía

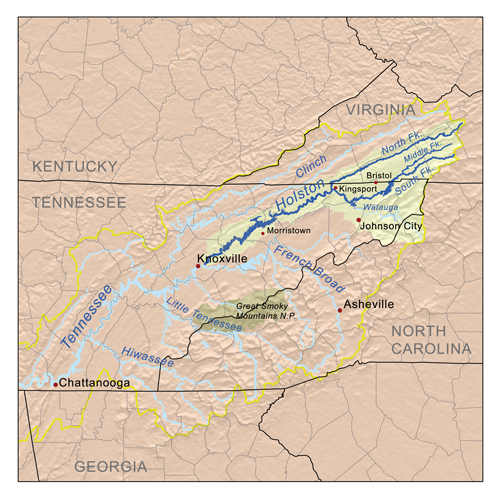
Mapa del río Holston donde aparece Kingsport, en su nacimiento

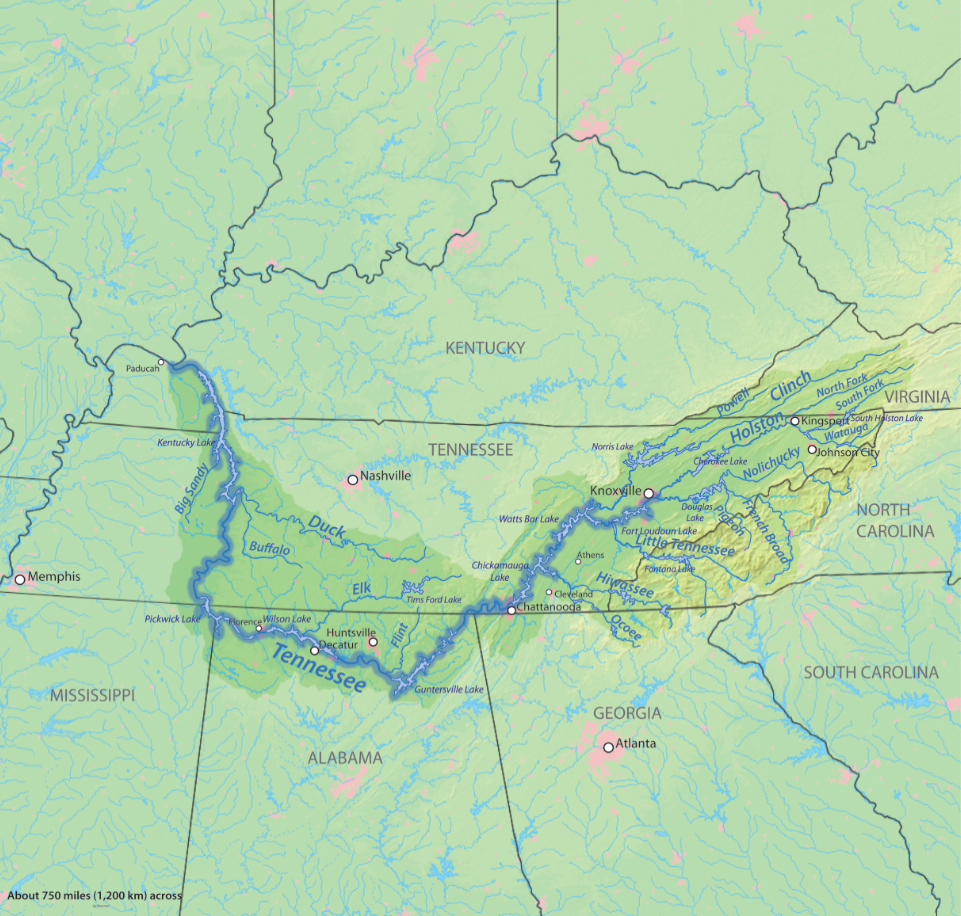
Mapa del río Tennessee en el que aparece Kingsport junto al nacimiento del río Holston, una de sus fuentes

La ciudad está ubicada en las coordenadas 36°31′12″N 82°32′41″O / 36.52000, -82.54472 (36.519894, -82.54464). Según la Oficina del Censo de los Estados Unidos, Kingsport tiene una superficie total de 138.47 km², de la cual 136.08 km² corresponden a tierra firme y 2.39 km² son agua.

## Demografía

### Censo de 2020
|                        | Núm.   | Porc.  |
| ---------------------- | ------ | ------ |
| Blancos                | 48 720 | 87.88% |
| Afroamericanos         | 2048   | 3.69%  |
| Amerindios             | 175    | 0.32%  |
| Asiáticos              | 756    | 1.36%  |
| Isleños del Pacífico   | 15     | 0.03%  |
| Otras razas            | 760    | 1.37%  |
| De una mezcla de razas | 2968   | 5.35%  |
| Total                  | 55 442 | 100%   |

Del total de la población, el 3.10% eran hispanos o latinos de cualquier raza.

### Censo de 2010
Según el censo de 2010, en ese momento había 48.205 personas residiendo en Kingsport. La densidad de población era de 366,71 hab./km². De los 48.205 habitantes, Kingsport estaba compuesto por el 93,32% blancos, el 4,22% eran afroamericanos, el 0.26% eran amerindios, el 0,79% eran asiáticos, el 0.03% eran isleños del Pacífico, el 0.89% eran de otras razas y el 1.84% eran de una mezcla de razas. Del total de la población el 0% eran hispanos o latinos de cualquier raza.